# Joanna (bướm nhảy)
Joanna là một chi bướm ngày thuộc họ Bướm nâu.